# Darevskia dahli
Darevskia dahli este o specie de șopârle din genul Darevskia, familia Lacertidae, ordinul Squamata, descrisă de Darevsky 1957. A fost clasificată de IUCN ca specie cu risc scăzut. Conform Catalogue of Life specia Darevskia dahli nu are subspecii cunoscute.